# Оркахо-де-лас-Торрес
Оркахо-де-лас-Торрес (ісп. Horcajo de las Torres) — муніципалітет в Іспанії, у складі автономної спільноти Кастилія-і-Леон, у провінції Авіла. Населення — 619 осіб (2010).
Муніципалітет розташований на відстані близько 140 км на північний захід від Мадрида, 55 км на північний захід від Авіли.

## Демографія
Динаміка населення (INE ):